# Герасимов, Степан Семёнович
Герасимов Степан Семенович (18.07.1895 — 08.02.1971) — советский военачальник, комбриг, генерал-майор интендантской службы (04.06.1940). Участник Гражданской войны, Великой Отечественной войны.

## Биография
Степан Семенович Герасимов родился 18 июля 1895 года в г. Кронштадт Ленинградской области.
23 февраля 1918 года призван в РККА.
Член ВКП(б) с 1919 года.
Участвовал в Гражданской войне с февраля 1918 года по 1921 год.
Прошел обучение в сталинградском военно-авиационном училище лётчиков.
4 июня 1940 года получил звание генерал-майора интендантской службы.
В составе действующей армии находился с начала Великой Отечественной войны и до сентября 1941 года и с июня 1943 года до конца войны.
С 3 июня 1943 года в составе 3 гвардейского авиационного корпуса Дальнего действия.
Под руководством С.С. Герасимова с момента формирования авиакорпуса служба тыла бесперебойно обеспечивала боевую работу авиачастей. При боевых операциях корпуса с аэродромом подскока и полевых аэродромов С.С. Герасимов личным участием обеспечивал боевые вылеты, умело планируя и организовывая подвоз авиатехнического и хозяйственного имущества, за что был награжден 19 августа 1944 года орденом Отечественной войны I степени.
3 ноября 1944 года указом Президиума ВС СССР награжден орденом Красного Знамени.
22 августа 1944 года в должности начальника службы тыла Авиакорпуса Гвардии награжден медалью За оборону Ленинграда.
26 ноября 1945 года в качестве заместителя начальника школы по тылу 2-й Ивановской высшей офицерской школы ночных экипажей ВВС награжден медалью «За победу над Германией в Великой Отечественной войне 1941–1945 гг.».
6 мая 1946 года указом Президиума ВС СССР награжден орденом Ленина.
Закончил службу в 1948 году.
Умер в 1971 году. Похоронен на Химкинском кладбище в г. Москва.

## Награды
- Юбилейная медаль «XX лет Рабоче-Крестьянской Красной Армии» (22.02.1938)
- Орден Отечественной войны I степени (19.08.1944)
- Медаль «За оборону Ленинграда» (22.08.1944)
- Орден Красного Знамени (3.11.1944)
- Медаль: «За победу над Германией в Великой Отечественной войне 1941–1945 гг.» (26.11.1945)
- Орден Ленина (06.05.1946)